# نورتون ۳۸۶۹
سیارک ۳۸۶۹ (به انگلیسی: 3869 Norton، نامگذاری:1981JE) سه هزار و هشتصد و شصت و نهمین سیارک کشف شده‌است که در ۳ مه ۱۹۸۱ کشف شد.
قدر مطلق سیارک برابر ۱۳٫۰۰ است.